# Olios gentilis
Olios gentilis är en spindelart som först beskrevs av Karsch 1879.  Olios gentilis ingår i släktet Olios och familjen jättekrabbspindlar. Inga underarter finns listade i Catalogue of Life.